# Centrobolus elegans
Espèce
Synonymes
- Chersastus elegans (Brandt, 1841)
- Julus elegans Brandt, 1840
- Spirobolus elegans (Brandt, 1841)

Centrobolus elegans est une espèce de mille-pattes, de la classe des Diplopoda, de l'ordre des Spirobolida et de la famille des Pachybolidae.
La localité type se situe en Afrique du Sud.